# Argonáuticas (Valerio Flaco)
Argonáuticas (Argonautica) es una obra del escritor romano Valerio Flaco. Trata sobre el mito de la expedición de los argonautas. Fue compuesta en la segunda mitad del siglo I y quedó sin acabar por la muerte del poeta. Su extensión es de 5.597 versos.

## Argumento
El argumento de la obra, dividida en ocho libros, es el siguiente:

### Libro I
El rey Pelias no desea perder el trono de Tesalia. Pero se está haciendo viejo y teme que los hijos de su hermano Esón se lo arrebaten (pues él mismo se había hecho con el trono que a Esón correspondía). Por ello envía a Jasón, el mayor de estos, a una misión que, espera, le lleve a la muerte: recuperar el vellocino de oro.
La historia del vellocino es esta: Atamante estaba casado con Nefele, con la que tuvo dos hijos, Frixo y Hele, pero tomó una segunda mujer: Ino. Esta, celosa, le exigió el sacrificio de los hijos de su otra esposa. Pero Júpiter envió un carnero alado para librarles del sacrificio. En la huida, Hele cayó al mar, llamado en su honor Helesponto, pero Frixo llegó sano y salvo a la Cólquide, donde sacrificó al carnero en honor a Júpiter y entregó el vellocino a Eetes, rey de la Cólquide, que lo colgó de un árbol sagrado donde sería guardado por un dragón y consagrado a Marte, dios de la guerra.
Jasón acepta el desafío y pide ayuda a los dioses. Palas y Juno responden: la primera le ayuda a construir la nave Argo y la segunda a conseguir compañeros fuertes, entre los que destacan: el piloto Tifis; el adivino Mopso; el valiente Hércules o el músico Orfeo, que relatará multitud de historias sobre dioses y héroes durante el viaje.
Alcímede y Esón, padres de Jasón, se despiden de él con tristeza. La primera llora su marcha, mientras que el segundo le infunde valor. Deciden hacer ofrendas al dios de los infiernos cuando Creto, padre de Esón, les comunica que Jasón volverá sano y salvo, pero que son ellos los que corren peligro. Ello se debe a que Jasón había engañado al hijo de Pelias, Acasto, para que lo acompañe. Cuando Pelias se entera decide vengarse en su familia. Esón y Alcímede se suicidan y contemplan con horror el asesinato de su pequeño hijo.
Bóreas ve avanzar a los argonautas y se queja a Eolo, que libera a los vientos. Sin embargo, cuando estos atacan a Jasón, Neptuno los detiene porque la nave está protegida por su hermana, Juno.

### Libro II
Prosiguen el viaje durante la noche para aprovechar la calma y llegan a Lemnos, una isla del mar Egeo habitada solo por mujeres. Su historia es la siguiente: animadas por Afrodita, las mujeres de Lemnos decidieron asesinar a sus maridos por serles infieles con mujeres tracias. Sólo Hipsípila, la nueva reina, perdonó a un hombre: su padre, Toante.
Los argonautas son bien recibidos por ellas y pasan varios días en Lemnos. Cada argonauta se une con una mujer para favorecer el nacimiento de hijos varones e Hipsípila se enamora de Jasón. Sin embargo, este se da cuenta de que deben seguir el viaje y los argonautas abandonan Lemnos.
Hércules encuentra a Hesíone, que había sido entregada a un monstruo por Neptuno a causa de que su padre, Laomedonte, no diera nada al dios a cambio de su ayuda en la construcción de las murallas de Troya. La libera. Entonces, Hele aparece afirmando que no murió al caer al mar y que vive en él desde entonces.
Los argonautas son acogidos por Cízico, rey de los doliones en la Propóntide. Tras entregarse regalos mutuamente, Jasón y Cízico se despiden.

### Libro III
Pero, durante la noche, Tifis, el piloto, se duerme y hace que la nave de la vuelta. Los doliones creen que son atacados y se desencadena una lucha auspiciada por Pan, dios de los campos y la guerra que termina con la muerte de Cízico. Cuando sale el sol, los argonautas se dan cuenta de sus acciones y dan sepultura a los muertos con pesar.
Entonces, Juno decide actuar una vez más contra Hércules. Despista a Palas y causa el rapto de Hilas, muy querido por Hércules, por las ninfas. Hércules va en su búsqueda y los argonautas deciden abandonar la isla aconsejados por Meleagro, algo que hacen llenos de dolor.

### Libro IV
Júpiter recrimina a Juno por sus acciones y sume a Hércules en un sueño que revela lo acontecido a su amigo. Pero cuando desea volver con Jasón, contempla con vergüenza que le han abandonado. A instancias de Latona, Diana y Apolo, Júpiter decide poner fin al tormento de Prometeo, que había sido castigado a que un águila devorara su hígado cada vez que este volvía a crecerle. Iris, diosa mensajera de Júpiter, encomienda la misión a Hércules.
Los argonautas llegan al país de los bebricios, donde un hombre les advierte de que la zona está gobernada por Amico, un gigante hijo de Neptuno que peleaba con todo el que llegaba para darle muerte. Los argonautas se asustan, pero Pólux se enfrenta y acaba con Amico. Abandonan la zona y llegan a Bitinia, donde se encuentran con el adivino Fineo, que había sido castigado por Júpiter por cegar a los hijos de su primera mujer. El Dios le cegó y envío unas harpías para atormentarle y comerse su comida. Se le dijo que los Boréadas (Calais y Zetes, argonautas hijos de Bóreas) le ayudarían, y así lo hacen. Como recompensa, Fineo predice el futuro de la aventura.
Llegan después al paso de las Simplégades o Rocas Ciáneas, unos escollos que flotaban y chocaban aleatoriamente. Con ayuda de Juno y Palas, logran atravesarlas. De este modo, las Simplégades dejan de moverse. Luego alcanzan el país de los mariandinos, donde el rey Lico les acoge amablemente y les agradece que mataran a Amico, su enemigo.

### Libro V
De pronto, Idmón y Tifis enferman y mueren. Ergino es elegido para pilotar la nave y siguen viaje. Se encuentran con Antólico, Flogios y Deileonte, excompañeros de Hércules, que se unen a ellos. Navegan junto a la costa del Ponto y avistan el Cáucaso. A la entrada de la Cólquide avistan las tumbas de Frixo y Hele.
Mientras tanto Eetes, el rey de la Cólquide, recibe el presagio de que su reino caerá en la desgracia si alguien se lleva el vellocino. Él se niega y su hermano, Perses, le declara la guerra. Juno y Palas se posicionan de parte de Eetes.
Los argonautas llegan a la Cólquide y son recibidos por Medea, que se enamora de Jasón (al cual Juno embellece) en el Templo del Sol. Eetes aparece y finge amistad: les pide ayuda en su guerra prometiendo la entrega del vellocino. Marte se queja a Júpiter por la situación y este exige a Juno y Palas que se mantengan al margen.

### Libro VI
Marte desata las hostilidades y la batalla comienza. Mueren muchos héroes, entre los que destacan: Canto, un argonauta y Colaxes, hijo de Júpiter (este decide no protegerlo para ser justo con los demás dioses). El bando de Perses, ayudado por Marte y las furias, va ganando. Pero Juno interviene a favor de Jasón, que acaba con multitud de enemigos.
Juno, disfrazada de Calcíope, la hermana de Medea, y con la ayuda de Venus, entra en el aposento de esta y hace que se fije en Jasón, de quien queda prendada. Perses se da por vencido, pero Palas le protege, pues espera que ocupe el trono de su hermano en la Cólquide.

### Libro VII
Terminada la batalla, Eetes se niega a entregar el vellocino si Jasón no afronta una serie de pruebas. Medea contempla impotente la situación, no pudiéndose decidir entre Jasón y su padre. Juno pide ayuda a Venus, quien se disfraza de Circe, tía de Medea, para lograr que esta ayude a Jasón. Medea prepara entonces unos venenos con flores crecidas en sangre de Prometeo y se los entrega a Jasón, al que confiesa su amor. Ella teme que este la abandone (como hizo Teseo con Ariadna), pero este le deja claro que nunca podría hacerlo.
Gracias a los consejos de Medea, Jasón logra que unos toros que echan fuego aren un campo (gracias a una protección mágica) y vence a los hijos de la Tierra, multitud de hombres armados que nacen de la tierra para luchar con él (tirando un escudo entre ellos para que se maten unos a otros).
Cumplidas las misiones, la enemistad entre Jasón y Eetes es latente.

### Libro VIII
Medea duerme al dragón protector del vellocino y Jasón se apodera de este. Ambos abandonan la Cólquide en la nave Argos ante los lamentos de los padres de Medea. Esta se sume en la tristeza. Ergino decide no atravesar las Cianeas, desconocedor de que ya no están en movimiento. Jasón y Medea anuncian su matrimonio, lo que enfurece a Palas. Mopso augura malos presagios.
Los colcos, encabezados por Absirto, el hermano de Medea, persiguen a Jasón, pero Juno envía una tempestad contra ellos. Aun así la lucha se prolonga y los argonautas proponen entregar a Medea. Esta se enfurece con Jasón y huye corriendo.